# Potpeće (Czarnogóra)
Potpeće (cyr. Потпеће) – wieś w Czarnogórze, w gminie Pljevlja. W 2011 roku liczyła 115 mieszkańców.